# Aïn Touila
Aïn Touila è un comune dell'Algeria, situato nella provincia di Khenchela.